# Земельный суд Рид-им-Иннкрайс

Земельный и районный суды Рид-им-Иннкрайс

Земельный суд Рид-им-Иннкрайс (нем. Landesgericht Ried im Innkreis (LG Ried im Innkreis)) — один из четырёх государственных региональных судов компетентной юрисдикции федеральной земли Верхняя Австрия. Суд расположен в городе Рид-им-Иннкрайс. 
Адрес суда: 4910 Рид-им-Иннкрайс, Банхофштрасе, 56, тел. +43 57 60121.
Географические координаты Земельного суда Рид-им-Иннкрайс: 48°12′16″ с. ш. 13°29′14″ в. д..
Руководство суда (2016):
- Председатель земельного суда — Доктор Франц Майер;
- заместитель председателя суда — Доктор Вальтер Коллер;
- администратор суда — Йозеф Анценбергер.

## Полномочия суда
Земельный суд Рид-им-Иннкрайс является судом региональной инстанции и  рассматривает уголовные и гражданские дела, поступающих от четырёх, существующих в настоящее время, районных судов Верхней Австрии, находящихся в территориальной подсудности данного суда (Браунау-ам-Инн, Маттигхофен, Рид-им-Иннкрайс, Шердинг). Он также рассматривает гражданские правовые отношения (за редкими исключениями) с суммами спора более 15000 евро. Кроме того, Земельный суд Рид-им-Иннкрайс, рассматривает апелляции на постановления районных судов Верхней Австрии, находящихся в территориальной подсудности данного суда, а также рассматривает дела по трудовому и социальному законодательству Австрии в этой части федеральной земли Верхняя Австрия независимо от суммы спора. Ведение реестра всех компаний, созданных в Верхней Австрии, находящихся в территориальной подсудности данного суда, также является прерогативой для Земельного суда Рид-им-Иннкрайс.
Территориальная юрисдикция Земельного суда Рид-им-Иннкрайс охватывает западную часть федеральной земли Верхняя Австрия и распространяется на её три политических округа: Браунау-ам-Инн, Рид-им-Иннкрайс и Шердинг. Вышестоящим судом для него является Высший земельный суд Линца.
⇑

## Здание суда
Земельный суд Рид-им-Иннкрайс в настоящее время располагается в здании на Банхофштрасе, 56. 
На первом этаже здания расположен районный суд Рид-им-Иннкрайс, а также судейские офисы 016, 018, 021 и зал суда 015.
На первом этаже также расположены помещения прокуратуры Рида. Рядом с копировальным центром, у входа, расположен зал суда 101 и отделы по уголовным делам.
На втором этаже находятся библиотека, канцелярия, зал суда 203 и отделы по всем гражданским делам. 
⇑

## История
После того, как в Риде уже существовали земельный и уголовный суд, судебной коллегией в октябре 1854 года был создан Земельный суд Рид-им-Иннкрайс. Таким образом Земельный суд Рид-им-Иннкрайс стал судом первой инстанции. Суд разместили на главной площади в здании сегодняшней почты.
В 1885 году началась работа по строительству нового здания суда вместе с тюрьмой на Банхофштрасе. Здание суда было построено в стиле  эпохи Возрождения в 1891 году. Историческое здание венчает фронтон, разработанный группой под управлением Фридриха Хаусманна (1860-1936). Внутри здания, на потолке сохранились оригинальные фрески юстиции в зале суда и часовне тюрьмы. С 01.03.1993 г. название суда первой инстанции поменяли на термин "земельный суд". В 2003—2004 годах здание суда было полностью реконструировано, а на прилегающей территории был разбит парк.
⇑

## Доказательства и источники
- Австрийская информационная система Rechtsinformationssystem des Bundes (RIS)  (нем.)
- Исторические законы и нормативные акты ALEX Historische Rechts- und Gesetzestexte Online  (нем.)
- Географические справочники, 1903÷1908 GenWiki  (нем.)
- Географические справочники GenWiki  (нем.)
- Австрия GenWiki  (нем.)
- Региональный научно-исследовательский портал GenWiki  (нем.)

⇑

## Внешние ссылки
- Немецко-русский переводчик, Google
- Земельный суд Рид-им-Иннкрайс на веб-сайте Министерства юстиции Австрии  (нем.)
- Географические координаты Земельного суда Рид-им-Иннкрайс: 48°12′16″ с. ш. 13°29′14″ в. д.HGЯO.

## Лицензия
- Лицензия: Namensnennung 3.0 Österreich (CC BY 3.0 AT)  (нем.)